# Šutna (gmina Krško)
Šutna – wieś w Słowenii, w gminie Krško. W 2018 roku liczyła 123 mieszkańców.